# Alessandrino

Alessandrino is een metrostation in het stadsdeel municipio VI van de Italiaanse hoofdstad Rome. Het station werd geopend op 9 november 2014 en wordt bediend door lijn C van de metro van Rome.

## Geschiedenis
Het station ligt op de plaats waar in het metroplan van 1941 de smalspoorlijn uit de oostelijke voorsteden zou worden aangesloten op een vrije baan naar de binnenstad. Hoewel de aansluitende tunnel en bedding langs de toenmalige luchtmachtbasis ten zuiden van de Via Casilina gebouwd zijn, zijn deze nooit gebruikt. De metrolijn, die tussen 1986 en 2005 werd ontwikkeld, loopt door de woonwijken ten noorden van de Via Casilina in plaats van over de vrije baan uit de jaren 40. De bouw van het station begon in juli 2007, hiervoor werd de Via Casilina en een aantal aangrenzende straten afgesloten voor het wegverkeer. De ruwbouw was voltooid in september 2012 en op 8 september 2012 waren de bovengrondse hindernissen verwijderd. De geplande parkeergarage met 1000 plaatsen werd niet gebouwd. De sneltramdienst werd op 3 augustus 2015 gestaakt toen de reizigers ook per metro zonder overstappen de binnenstad konden bereiken. Het metrostation verving hierbij de bovengrondse sneltramhaltes Alessandrino en Grano.

## Ligging en inrichting
Het station ligt bij het kruispunt van de Via Alessandrino en de Via Casilina. De ondergrondse verdeelhal heeft iets ten westen van het kruispunt toegangen aan weerszijden van de Via Casilina. Ten oosten van het kruispunt liggen ondergronds overloopwissels en een kopspoor waar metro's uit het centrum kunnen keren. Na de opening van het station in november 2014 werden de overloopwissels gebruikt om de metro's uit het oosten op verkeerd spoor te leiden zodat ze konden keren bij Parco di Centocelle. Deze situatie veranderde toen op 29 juni 2015 de metro's tot in de binnenstad konden doorrijden.